# Șevcenko, Bratske
Șevcenko (în ucraineană Шевченко) este localitatea de reședință a comunei Șevcenko din raionul Bratske, regiunea Mîkolaiiv, Ucraina.

## Demografie
Componența lingvistică a localității Șevcenko
     Ucraineană (92,04%)
     Română (4,98%)
     Rusă (2,99%)
Conform recensământului din 2001, majoritatea populației localității Șevcenko era vorbitoare de ucraineană (92,04%), existând în minoritate și vorbitori de română (4,98%) și rusă (2,99%).